# 23 november
23 november är den nationella  327:e dagen på året i den gregorianska kalendern (328:e under skottår). Det återstår 38 dagar av året.

## Återkommande bemärkelsedagar

### Övriga
- Fibonacci-dagen (eftersom dagens datum på amerikanskt vis skrivs 11/23 vilket är de fyra första Fibonaccitalen).

## Namnsdagar

### I den svenska almanackan
- Nuvarande – Klemens
- Föregående i bokstavsordning
  - Clarence – Namnet infördes 1986 på 12 augusti, men flyttades 1993 till dagens datum och utgick 2001.
  - Ketty – Namnet infördes på dagens datum 1986, men utgick 1993.
  - Kitty – Namnet infördes på dagens datum 1986, men utgick 1993.
  - Klemens – Namnet har, till minne av påven Clemens I, funnits på dagens datum sedan gammalt och har inte flyttats.
- Föregående i kronologisk ordning
  - Före 1901 – Klemens
  - 1901–1985 – Klemens
  - 1986–1992 – Klemens, Ketty och Kitty
  - 1993–2000 – Klemens och Clarence
  - Från 2001 – Klemens
- Källor
  - Brylla, Eva (red.). Namnlängdsboken. Gjøvik: Norstedts ordbok, 2000 ISBN 91-7227-204-X
  - af Klintberg, Bengt. Namnen i almanackan. Gjøvik: Norstedts ordbok, 2001 ISBN 91-7227-292-9

### Finlandssvenska almanackan
- Nuvarande från 1950[1] – Yngve, Yngvar
- I föregående revideringar[a][2]
  - 1929–1949 – Yngve

## Händelser
- 955 – Vid Edreds död efterträds han som kung av England av sin brorson Edwy.
- 1700 – Sedan Innocentius XII har avlidit den 27 september väljs Giovanni Francesco Albani till påve och tar namnet Clemens XI.
- 1833 – En ny svensk legostadga (tjänstehjonslag) antas, vilken officiellt är i kraft ända till 1926.
- 1890 – Personalunionen mellan Nederländerna och Luxemburg upphör.[3]
- 1910 – Sista avrättningen i Sverige verkställs då Alfred Ander (dömd den 17 augusti) avrättas med giljotin (det var den enda gången en sådan användes i Sverige) på Långholmen i Stockholm. Avrättningen utfördes av Anders Gustaf Dalman, Sveriges siste skarprättare.
- 1918 – Första numret av Västmanlands Folkblad utkommer i Västerås.
- 1963 – Den brittiska sci-fi serien Doctor Who visas på tv för första gången och blir därmed den sci-fi serie som gått längst genom historien, med ett uppehåll (först 1963-1989, film 1996 nya serien 2005-
- 1976 – Jacques Mayol blir den första människan som fridyker till ett djup på 100 m.
- 2010 – Storstockholms Lokaltrafik tillkännager att man ska köpa spårvagnar från spanska CAF till spårvägarna i Stockholm samt att Spårväg City ska förlängas till Ropsten.
- 2016 – Regeringen Ratas tillträder i Estland, ledd av premiärminister Jüri Ratas från Centerpartiet.

## Födda
- 1195 – Clemens IV, född Guido Le Gros, påve 1265–1268.
- 1553 – Prospero Alpini, italiensk naturvetare och botanist.
- 1760 – François-Noël Babeuf, fransk revolutionär agitator och journalist.
- 1804 – Franklin Pierce, amerikansk politiker, USA:s president 1853–1857.
- 1812 – George Rawlinson, engelsk arkeolog och historiker.
- 1815 – William Dennison, amerikansk politiker.
- 1829 – Giuseppe Mengoni, italiensk arkitekt och ingenjör.
- 1837 – Johannes Diderik van der Waals, nederländsk fysiker, mottagare av Nobelpriset i fysik 1910.
- 1853 – Giuseppina Bozzachi, italiensk ballerina.
- 1855 – John I. Cox, amerikansk demokratisk politiker och jurist, guvernör i Tennessee 1905–1907.
- 1858 – Albert Ranft, svensk teaterchef och skådespelare.
- 1859 – Billy the Kid, laglös amerikan.
- 1860 – Hjalmar Branting, svensk socialdemokratisk politiker, Sveriges statsminister från 10 mars till 27 oktober 1920, 1921–1923 och 1924–1925. Mottagare av Nobels fredspris 1921.
- 1865 – George B. McClellan Jr., amerikansk historiker och demokratisk politiker.
- 1876
  - Manuel de Falla, spansk kompositör.
  - Thomas M. Storke, amerikansk demokratisk politiker och publicist, senator (Kalifornien) 1938–1939.
- 1878 – Ernest King, amerikansk amiral.
- 1881 – Herman Lantz, svensk skådespelare, manusförfattare och simhoppare.
- 1883 – José Clemente Orozco, mexikansk konstnär.
- 1887 – Boris Karloff, brittisk skådespelare.
- 1888
  - Harpo Marx, amerikansk komiker, en av Bröderna Marx.
  - Charlie Mills, tysk travtränare och travkusk.
  - George F. Shafer, amerikansk politiker, guvernör i North Dakota 1929–1932.
- 1894 – Andrew Frank Schoeppel, amerikansk republikansk politiker, senator (Kansas) 1949–1962.
- 1897
  - Karl Gebhardt, tysk SS-läkare, dömd krigsförbrytare.
  - Albert Hjärre, svensk anatom.
- 1899 – Sven Erixson, "X-et", svensk konstnär.
- 1907 – Lars Leksell, svensk kirurg.
- 1911 – Börje Mellvig, svensk skådespelare, manusförfattare, regissör och textförfattare.
- 1923 – Daniel Brewster, amerikansk demokratisk politiker, senator (Maryland) 1963–1969.
- 1924 – Ulla Akselson, svensk skådespelare.
- 1927 – Angelo Sodano, italiensk kardinal inom romersk-katolska kyrkan, Vatikanstatens statssekreterare 1991–2006.
- 1928 – Torsten Hansson, svensk arkitekt och politiker.
- 1930 – Bill Brock, amerikansk republikansk politiker, senator (Tennessee) 1971–1977.
- 1931 – Berto Marklund, svensk skulptör, tecknare och skådespelare.
- 1932
  - Renato Raffaele Martino, italiensk kardinal.
  - Bernt Callenbo, svensk skådespelare, regissör och manusförfattare.
- 1933 – Krzysztof Penderecki, polsk tonsättare.
- 1934
  - Lew Hoad, australisk tennisspelare.
  - Robert Towne, amerikansk manusförfattare.
- 1938 – Sara Karloff, amerikansk skådespelare.
- 1939 – Betty Everett, amerikansk sångare.
- 1940
  - Hanna Busz, polsk volleybollspelare.
  - Gösta Pettersson (”Fåglum”), svensk cyklist, mottagare av Svenska Dagbladets guldmedalj 1967.
- 1941 – Franco Nero, italiensk skådespelare.
- 1946 – Bobby Rush, amerikansk demokratisk politiker, kongressledamot 1993–.
- 1953 – Shelley Moore Capito, amerikansk republikansk politiker, senator (West Virginia) 2015–.
- 1954 – Ross Brawn, brittisk före detta teknisk direktör i Ferrari.
- 1955
  - Dan Ekborg, svensk skådespelare.
  - Mary Landrieu, amerikansk demokratisk politiker, senator (Louisiana) 1997–2015.
- 1956 – Shane Gould, australisk simmare, 3 OS-guld 1972.
- 1957
  - Stefan Melander, svensk travtränare och kusk.
  - William G. Kaelin Jr. , amerikansk onkolog, mottagare av Nobelpriset i fysiologi eller medicin 2019.
- 1959 – Dominique Dunne, amerikansk skådespelare.
- 1961 – Masamune Shirow, japansk mangatecknare.
- 1964 – Lars Myrberg, svensk boxare.
- 1966 – Vincent Cassel, fransk skådespelare.
- 1968 – Hamid Hassani, iransk forskare och lexikograf.
- 1970 – Oded Fehr, israelisk skådespelare.
- 1974
  - Emil Forselius, svensk skådespelare.
  - Saku Koivu, finländsk ishockeyspelare.
- 1976 – Tony Renna, amerikansk indycarförare.
- 1979
  - Kelly Brook, brittisk fotomodell och skådespelare.
  - Ivica Kostelić, kroatisk alpin skidåkare.
- 1982 – Asafa Powell, jamaicansk friidrottare, före detta världsrekordhållare på 100 meter.
- 1983 – Gabriel Odenhammar, svensk skådespelare.
- 1984 – Lucas Grabeel, amerikansk skådespelare.
- 1987 – Nicklas Bäckström, svensk ishockeyspelare.
- 1992
  - Miley Cyrus, amerikansk sångare.
  - Gabriel Landeskog, svensk ishockeyspelare.

## Avlidna
- 955 – Edred, kung av England sedan 946.
- 1499 – Perkin Warbeck, falsk tronpretendent till den engelska tronen, avrättad.
- 1572 – Agnolo Bronzino, italiensk målare.
- 1607 – Mauritz Stensson Leijonhufvud, svensk greve, friherre och riksråd, riksdrots sedan 1602.
- 1682 – Claude Lorrain, fransk målare.
- 1709 – Hans Willem Bentinck, 1:e earl av Portland, engelsk diplomat.
- 1814 – Elbridge Gerry, amerikansk politiker, USA:s 5:e vicepresident (1813–1814).
- 1817 – William C.C. Claiborne, amerikansk politiker, guvernör i Louisiana 1812–1816, senator 1817.
- 1844 – Thomas Henderson, brittisk astronom.
- 1855 – Louis Mathieu Molé, fransk politiker.
- 1864 – Friedrich Georg Wilhelm von Struve, tysk astronom.
- 1870
  - Giuseppina Bozzachi, italiensk ballerina.
  - John Hopkins Clarke, amerikansk politiker (whig), senator (Rhode Island) 1847–1853.
- 1880 – Georg Ernst Ludwig Hampe, tysk mykolog och botaniker.
- 1883 – James E. Broome, amerikansk demokratisk politiker, guvernör i Florida 1853–1857.
- 1890 – Vilhelm III av Nederländerna, kung av Nederländerna.
- 1906 – Willard Warner, amerikansk republikansk politiker och general, senator (Alabama) 1868–1871.
- 1937
  - Jagadish Chandra Bose, indisk läkare och forskare på mikrovågsområdet.
  - George Albert Boulenger, brittisk zoolog.
  - Samuel J. Nicholls, amerikansk demokratisk politiker, kongressledamot 1915–1921.
- 1941 – Horace F. Graham, amerikansk republikansk politiker, guvernör i Vermont 1917–1919.
- 1966 – Seán T. O'Kelly, Irlands president 1945–1959.
- 1970 – Alf Prøysen, norsk visdiktare.
- 1973 – Sessue Hayakawa, japansk-amerikansk skådespelare.
- 1974 – Cornelius Ryan, amerikansk krigskorrespondent och författare.
- 1976 – André Malraux, fransk författare och politiker.
- 1978 – Hanns Johst, tysk författare.
- 1979
  - Merle Oberon, 68, brittisk skådespelare.
  - Charles E. Potter, 63, amerikansk republikansk politiker, senator (Michigan) 1952–1959.
- 1984 – Gerd Nyquist, 71, norsk författare.
- 1986 – Bengt Sundmark, 64, svensk skådespelare.
- 1990
  - Roald Dahl, 74, brittisk författare.
  - Ragnar Thorngren, 75, svensk travkusk och travtränare.
- 1991 – Klaus Kinski, 65, tysk skådespelare.
- 1992 – Roy Acuff, 89, amerikansk countrymusiker och republikansk politiker.
- 1995 – Louis Malle, 63, fransk filmregissör.
- 2001 – Lill Larsson, 68, svensk skådespelare.
- 2002 – Karl-Magnus Thulstrup, 99, svensk skådespelare och sångare.
- 2004 – Lars-Magnus Lindgren, 82, svensk regissör och manusförfattare.
- 2005 – Constance Cummings, 95, amerikansk skådespelare.
- 2006
  - Aleksandr Litvinenko, 44, rysk före detta FSB-agent.
  - Philippe Noiret, 76, fransk skådespelare.
  - Anita O'Day, 87, amerikansk jazzsångare.
  - Willie Pep, 84, amerikansk boxare.
- 2009 – Lennart Olsson, 67, svensk fotbollssupporter och AIK-profil.
- 2010 – Ingrid Pitt, 73, polskfödd brittisk skådespelare.
- 2011
  - Torsten Ekedahl, 56, svensk professor i matematik.
  - Jim Rathmann, 83, amerikansk racerförare.
- 2012
  - Larry Hagman, 81, amerikansk skådespelare.
  - Nelson Prudêncio, 68, brasiliansk trestegshoppare.
- 2014
  - Pat Quinn, 71, kanadensisk ishockeyspelare och ishockeytränare.
  - Dorothy Bundy Cheney, 98, amerikansk tennisspelare.
  - Marion Barry, 78, amerikansk demokratisk politiker, Washingtons borgmästare 1979–1991 och 1995–1999.
- 2015
  - Bengt-Arne Wallin, 89, svensk kompositör, musikarrangör, musiker och flygtekniker.
  - Cynthia Robinson, 71, amerikansk musiker, medlem i gruppen Sly and the Family Stone.